# 韋湊
韋 湊（い そう、659年 - 724年）は、唐代の官僚。字は彦宗。本貫は京兆府万年県。

## 経歴
桂州都督府長史の韋玄福（韋瓚の子の韋叔諧の子）の子として生まれた。永淳2年（683年）、婺州参軍を初任とした。資州司兵参軍・揚州法曹参軍を歴任した。前仁寿県令の孟神爽が勝手放題にふるまい、しばしば法を犯していたが、揚州の官吏たちは取り締まることができなかった。韋湊は孟神爽を摘発し、杖罰を加えて殺した。景龍年間、将作少匠・司農寺少卿を歴任した。公務上のことで宗楚客に逆らい、貝州刺史として出された。
景雲元年（710年）、睿宗が即位すると、韋湊は鴻臚寺少卿に任じられ、銀青光禄大夫の位を加えられた。景雲2年（711年）、太府寺少卿に転じ、さらに通事舎人を兼ねた。ときに節愍太子李重俊を改葬して諡号を加え、李多祚らの罪を雪いで、その官爵を返還し、さらに贈官を加えようという議論が起こった。韋湊は上書してこれに反対した。睿宗は韋湊の意見を是としたものの、李多祚らの贈官が停止されたにとどまった。
太極元年（712年）、金仙公主と玉真公主のために金仙観と玉真観が造営されると、韋湊は中止を求めたが、睿宗に聞き入れられなかった。さらに諫争したが、費用の減額にとどまった。ほどなく陝州刺史として出向し、汝州刺史に転じた。開元2年（714年）夏、靖陵に碑を建てる勅命が下ると、韋湊は古代の園陵に碑を建てる礼はないと諫めた。このため工事は中止された。ほどなく岐州剌史に転じた。
開元4年（716年）、韋湊は入朝して将作大匠となった。孝敬皇帝の廟号を義宗にもどすよう勅命が下ると、韋湊は礼に合わないと上書した。義宗の廟号は取り消された。
韋湊は前後して時政の得失を論じる上書をおこない、その多くは聞き入れられた。河南尹となり、彭城郡公に封じられた。公務上の事件により杭州刺史に左遷され、汾州刺史に転じた。開元10年（722年）、太原尹に任じられ、節度支度営田大使を兼ねた。開元11年12月（724年1月）、在官のまま死去した。享年は65。幽州都督の位を追贈された。諡は文といった。子に韋見素があった。
韋湊の従子の韋虚心がまた知られた。

## 伝記資料
- 『旧唐書』巻101 列伝第51
- 『新唐書』巻118 列伝第43